# Río Guadiana Menor - Tramo Inferior
Río Guadiana Menor - Tramo Inferior este o arie protejată (arie specială de conservare — SAC, sit de importanță comunitară — SCI) din Spania întinsă pe o suprafață de 369,74 ha, integral pe uscat.

## Localizare
Centrul sitului Río Guadiana Menor - Tramo Inferior este situat la coordonatele 37°47′30″N 3°09′14″W / 37.7917°N 3.1538°V.

## Înființare
Situl Río Guadiana Menor - Tramo Inferior a fost declarat sit de importanță comunitară în decembrie 2000 pentru a proteja 15 specii de animale. Situl a fost protejat și ca arie specială de conservare în martie 2015.

## Biodiversitate
Situată în ecoregiunea mediteraneană, aria protejată conține 9 habitate naturale: Pseudostepă cu ierburi și specii anuale de Thero-Brachypodietea, Tufărișuri termo-mediteraneene și de pre-deșert, Stepe sărăturate mediteraneene (Limonietalia), Galerii și tufărișuri riverane sudice (Nerio-Tamaricetea și Securinegion tinctoriae), Galerii de Salix alba și de Populus alba, Vegetație gipsofilă iberică (Gypsophiletalia), Pajiști umede mediteraneene cu ierburi înalte de Molinio-Holoschoenion, Tufărișuri halo-nitrofile (Pegano-Salsoletea), Lande oro-mediteraneene cu formațiuni endemice de grozamă.
La baza desemnării sitului se află mai multe specii protejate:
- păsări (9): pescăruș albastru (Alcedo atthis), buha (Bubo bubo), șerpar (Circaetus gallicus), erete cenușiu (Circus pygargus), dumbrăveancă (Coracias garrulus), ciocârlan (Galerida cristata), acvilă pitică (Hieraaetus pennatus), Oenanthe leucura, Pterocles orientalis
- amfibieni (1): Discoglossus galganoi
- mamifere (2): vidră de râu (Lutra lutra), liliacul mare cu potcoavă (Rhinolophus ferrumequinum)
- nevertebrate (1): croitorul mare al stejarului (Cerambyx cerdo)
- pești (2): Pseudochondrostoma willkommii, Squalius alburnoides

Pe lângă speciile protejate, pe teritoriul sitului au mai fost identificate 6 specii de plante, 1 specie de amfibieni, 1 specie de pești.